# Astragalus pachyrhizus
Astragalus pachyrhizus är en ärtväxtart som beskrevs av Mikhail Grigoríevič Popov. Astragalus pachyrhizus ingår i släktet vedlar, och familjen ärtväxter. Inga underarter finns listade i Catalogue of Life.